# Plesionika rufomaculata
Plesionika rufomaculata is een garnalensoort uit de familie van de Pandalidae. De wetenschappelijke naam van de soort is voor het eerst geldig gepubliceerd in 2004 door Chan.